# Carcharhinus amblyrhynchoides
A Carcharhinus amblyrhynchoides a porcos halak (Chondrichthyes) osztályának kékcápaalakúak (Carcharhiniformes) rendjébe, ezen belül a kékcápafélék (Carcharhinidae) családjába tartozó faj.

## Előfordulása
A Carcharhinus amblyrhynchoides előfordulási területe az Indiai-óceánban az Ádeni-öböltől és India délnyugati részétől egészen a Kínai Köztársaságig, Pápua Új-Guineáig és Ausztráliáig terjed.

## Megjelenése

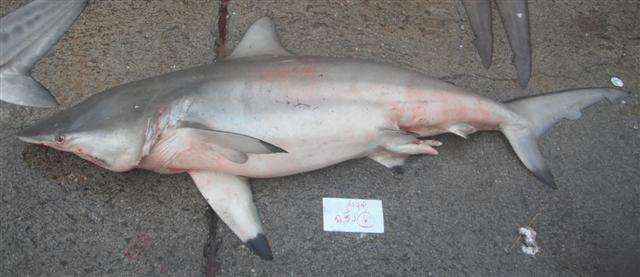
Kifogott példány

Ez a kisméretű cápafaj 115 centiméteresen már felnőttnek számít, de 161 centiméteresre is megnőhet; sőt egyes nőstények elérik a 167 centiméteres hosszúságot is. Háti része szürke vagy szürkésbarna, hasi része fehér vagy krémszínű. Az első hátúszó és a hasúszók között, mindkét oldalon, egy-egy fehér sáv húzódik. A mellúszók, hátúszók és hasúszók végein, valamint a farokúszó alsó nyúlványán sötét folt ül; de ez a folt egyes példányoknál elmosódik, alig látszik.

## Életmódja
Trópusi és tengeri cápafaj, amely a partok közelében tartózkodik; 50 méternél mélyebbre nemigen úszik le. Tápláléka csontos halak, fejlábúak és rákok.

## Szaporodása
Elevenszülő cápafaj, melynek méhlepénye emlősszerű. Párosodáskor a cápák átölelik egymást. A vemhesség körülbelül 9-10 hónapig tart. A nőstény elterjedéstől függően 2-8, általában 3 kis cápának ad életet. A Carcharhinus amblyrhynchoides születésekor 52-55 centiméter hosszú.

## Felhasználása
Ennek a cápának, csak kisméretű halászata van. Frissen, szárítva vagy sózva árusítják. Az úszói az úgynevezett cápauszonylevesbe kerülnek bele. Májából vitamindús májolajat készítenek.